# 弥生町 (津山市)
弥生町（やよいちょう）は岡山県津山市にある地名。郵便番号は708-0823。

## 地理
津山市沼の南東部の一画に位置し、全域が沼と接している。

## 歴史

### 沿革
- 1966年 - 沼の一部が弥生町となる。

## 世帯数と人口
2021年（令和3年）1月1日現在の世帯数と人口は以下の通りである。
| 町丁   | 世帯数 | 人口  |
| ------ | ------ | ----- |
| 弥生町 | 95世帯 | 211人 |

## 小・中学校の学区
市立小・中学校に通う場合、学区は以下の通りとなる。
| 番地 | 小学校             | 中学校             |
| ---- | ------------------ | ------------------ |
| 全域 | 津山市立鶴山小学校 | 津山市立中道中学校 |

## 交通
国道、県道は走っていない。

## 施設
- 弥生団地
- 弥生会館